# 陈氏蛭蚓
陈氏蛭蚓（学名：Branchiobdella cheni）为蛭蚓科蛭蚓属的动物，俗名陈氏蛭形蚓。在中国大陆，分布于辽宁等地。该物种的模式产地在辽宁宽甸。